# Kebaya
Kebaya este o bluză tradițională, care este purtată de femei în Indonezia, Malaezia și Singapore pentru ocazii oficiale. Pe lângă acesta se poartă un cain sau un sarong⁠(en)[traduceți], acesta din urmă este de fapt o fustă pentru bărbați.
În prezent, există, de asemenea, Kebaya moderne, purtate la fuste scurte, pantaloni scurți sau blugi.
A nu se confunda cu Sarong kebaya, o uniformă pentru Singapore Airlines (fostul Malayan Airways Limited), proiectat de către designerul francez Pierre Balmain.